# Song Mai (phường)
Song Mai là một phường thuộc thành phố Bắc Giang, tỉnh Bắc Giang, Việt Nam.

## Địa lý
Phường Song Mai có vị trí địa lý:
- Phía đông giáp phường Thọ Xương và huyện Lạng Giang
- Phía tây giáp thị xã Việt Yên
- Phía nam giáp phường Đa Mai
- Phía bắc giáp huyện Tân Yên.

Phường Song Mai có diện tích 10,04 km², dân số năm 2023 là 12.786 người, mật độ dân số đạt 1.273 người/km².

## Hành chính
Phường Song Mai được chia thành 13 tổ dân phố: An Phú, Đồng Bùi, Khu 34, Mai Cao, Nam Tiến, Nhân Lễ, Phú Giã, Phúc Bé, Phúc Hạ, Phúc Thượng, Phương Đậu, Thượng Tự, Vĩnh An.

## Lịch sử
Xã Song Mai được hình thành từ tổng Đa Mai xưa.
Năm 1919 đến tháng 8 năm 1945, tổng Đa Mai thuộc phủ Lạng Giang, bao gồm 7 xã: Đa Mai, Thanh Mai, Phú Giã, Quảng Phúc, Phương Đậu, Nhân Lễ, Vĩnh An.
Sau Cách mạng tháng 8 năm 1945, thành lập xã Song Mai thuộc huyện Lạng Giang trên cơ sở 10 thôn: Đa Mai, Thanh Mai, Phương Đậu, Phú Giã, Nhân Lễ, Quảng Phúc, Mai Khê, Tè, 
Đồng, Bùi.
Năm 1950, Ủy ban kháng chiến hành chính Liên khu Việt Bắc ban hành Quyết định số 06/NQ-UB-BG về việc chuyển xã Song Mai thuộc huyện Lạng Giang vào huyện Việt Yên.
Ngày 27 tháng 10 năm 1962, Quốc hội ban hành Nghị quyết về việc thành lập tỉnh Hà Bắc trên cơ sở tỉnh Bắc Giang và tỉnh Bắc Ninh. Khi đó, xã Song Mai thuộc huyện Việt Yên, tỉnh Hà Bắc.
Ngày 22 tháng 4 năm 1964, Bộ Nội vụ ban hành Quyết định số 127-NV về việc thành lập xã Đa Mai trên cơ sở thôn Đa Mai và thôn Thanh Mai của xã Song Mai.
Xã Song Mai còn lại 8 thôn: Bùi, Đồng, Mai Khê, Phú Giã, Phù Liễn, Phương Đậu, Quảng Phúc, Tè.
Ngày 3 tháng 5 năm 1985, Hội đồng Bộ trưởng ban hành Quyết định số 130-HĐBT về việc chuyển xã Song Mai thuộc huyện Việt Yên vào thị xã Bắc Giang quản lý.
Ngày 6 tháng 11 năm 1996, Quốc hội ban hành Nghị quyết về việc chia tỉnh Hà Bắc thành tỉnh Bắc Giang và tỉnh Bắc Ninh. Khi đó, xã Song Mai thuộc thành phố Bắc Giang, tỉnh Bắc Giang.
Ngày 11 tháng 7 năm 2019, HĐND tỉnh Bắc Giang ban hành Nghị quyết số 19/NQ-HĐND về việc:
- Thành lập thôn Đồng Bùi trên cơ sở Thôn Đồng và Thôn Bùi.
- Sáp nhập Thôn Muỗng vào thôn Phương Đậu.
- Sáp nhập Thôn Hà vào thôn Vĩnh An.
- Sáp nhập thôn Sứ Gốm vào thôn Thượng Tự.

Tính đến ngày 31 tháng 12 năm 2023, xã Song Mai có 10,04 km² diện tích tự nhiên, quy mô dân số là 12.786 người và 13 thôn: An Phú, Đồng Bùi, Khu 34, Mai Cao, Nam Tiến, Nhân Lễ, Phú Giã, Phúc Bé, Phúc Hạ, Phúc Thượng, Phương Đậu, Thượng Tự, Vĩnh An.
Ngày 28 tháng 9 năm 2024, Ủy ban Thường vụ Quốc hội ban hành Nghị quyết số 1191/NQ-UBTVQH15 về việc sắp xếp đơn vị hành chính cấp huyện, cấp xã của tỉnh Bắc Giang giai đoạn 2023 – 2025 (nghị quyết có hiệu lực từ ngày 1 tháng 1 năm 2025). Theo đó, thành lập phường Song Mai thuộc thành phố Bắc Giang trên cơ sở toàn bộ 10,04 km² diện tích tự nhiên và quy mô dân số là 12.786 người của xã Song Mai.